# Chartreuse Notre-Dame de Salettes
Ne doit pas être confondu avec Abbaye de la Cour-Notre-Dame.
Pour les articles homonymes, voir Notre-Dame et Notre-Dame de la Salette (homonymie).
La chartreuse Notre-Dame de Salettes ou chartreuse de La Salle ou de La Cour-de-Notre-Dame, ou encore château de Salettes, était un couvent de moniales Chartreuses, au diocèse de Lyon, fondé par Humbert Ier de Viennois et sa femme, Anne d'Albon ou de Bourgogne, supprimé à la Révolution française.

## Historique
Cette chartreuse de moniales est fondée en 1299 par Humbert Ier de Viennois et sa femme, Anne d'Albon ou de Bourgogne, fille et héritière du dauphin de Viennois. La fondation est approuvée par le pape Boniface VIII. Leur fille est la première prieure. Elle devient importante avec Guigues VIII et surtout Humbert II.
En 1329, la maison peut fournir le personnel de la fondation de Gosnay. 
Elle souffre de la peste et des guerres à la fin du XIVe siècle et la discipline déchoit vers la fin du XVe siècle. 
Lorsque la couronne française récupère les territoires savoyards au XVIe siècle, les rois de France   François Ier 
puis Henri II réitèrent les exemptions pour les moniales de Salettes. 
Elle est reconstruite au XVIIe siècle. La situation se redresse grâce à l’action combinée du chapitre général et de grandes prieures. En 1605, elle accueille les moniales de la chartreuse de Poleteins. 
Le 13 février 1790, l'assemblée constituante prononce l'abolition des vœux monastiques et la suppression des congrégations religieuses. La communauté opte pour la vie commune, mais doit se disperser au terme légal d’octobre 1792. La chartreuse est vendue et abrite un certain temps une fabrique de faïence. Le château a été édifiée vers 1870-1880 et conserve trois bâtiments de la chartreuse.

## Prieures
D'après Thomas (2014) :
1. Agnès 1299- ?
2. Marie de Viennois 1320-1361
3. Burgette de Baux (†1375) 1361-1375
4. Alisia de Briard 1375-1398
5. Catherine de Varey 1398- ?
6. ? ?-1429
7. Guigome d'Amesin 1429-1443
8. Catherine de la Poype 1443-1447
9. Marie de Broen 1447-1463
10. Richarde de Grolée 1463-1485
11. Guillemeine Atemur 1485-1498
12. Claudine de Saix 1498-1516
13. Antoinette de Loras 1516-1551
14. Charlotte de Lucinge 1551-1563
15. Claudine de Grolée 1563-1564
16. Marie Anne de Cordon 1564-1579
17. Mère Pernette de Chandieu 1579-1583
18. Anne de Virieu 1583-1595
19. Louise de Venerieu 1596-1598
20. Michèle de Lemps 1598-1620
21. Jeanne de Saint-Julien 1620-1646
22. Jeanne de Lancin 1646-1654
23. Adrienne de la Bastie 1654-1689
24. Margueritte de Voissan 1689-1692
25. Jeanne-Marie de Vallin 1692-1730
26. Pierrette de Beaurepaire 1730-1735
27. Margueritte Cécile de Cluny 1735-1754
28. Béatrice Brunier de Larnage 1754-1765
29. Gabrielle d'Angeville 1765-1778
30. Clémence Lejeune 1779
31. Charlotte Compain 1779-1792

## Patrimoine foncier
La charte de fondation prévoit un revenu annuel de 4 976 livres. Le Dauphin exempte les religieuses de tout péage sur le Rhône et sur les denrées en provenance des territoires qu’il ne possède pas. Il leur accorde les droits de pêche sur le Rhône. En 1332, Humbert II leur accorde le vingtain de Quirieu, qui est un droit de péage à percevoir sur les marchandises traversant le Rhône. En 1338, il augmente les revenus de la chartreuse en lui donnant des tailles à percevoir sur les vallées d’Oulx et du Queyras. En 1338, il augmente leurs droits sur le vingtain de Quirieu. En 1343, il leur accorde une rente de 207 ducats à percevoir sur le village de Monetier, ainsi que la dîme qu’il percevait du Château-Queyras, soit 90 ducats. Il leur cède également les droits de pêche sur le lac de Lancin en 1345 et leur donne la forêt de Severin ainsi que ses dépendances en 1348. La même année, il offre aux moniales les tailles du Monetier de Briançon ainsi que des revenus sûrs à Arvieux et Oulx.
En 1639, le général de l'ordre accorde les revenus de la maison de Poleteins à la chartreuse de Lyon.

## Héraldique
|  | Selon la tradition cartusienne, la chartreuse portent les armes de son fondateur Humbert Ier de Viennois : « D'or au dauphin d'azur, crêté, barbé, loré, peautré et oreillé de gueules. » Selon l'édit de 1696, les armes de la chartreuse se blasonnent ainsi : « D'or à une Vierge de carnation vêtue d'azur, tenant l'Enfant Jésus entre ses bras aussi de carnation, le tout dans une niche d'azur accostée de deux flambeaux d'argent allumés de gueules, et un saint Bruno au-dessous à genoux aussi de carnation, vêtu de sable (des habits de son Ordre) (blason de droite). » |

### Iconographie
- BMG, V.h 6236, Album chartreuse : reproductions photographiques d’après les tableaux conservés à la Grande Chartreuse. Chartreuse de Salettes, p. 32. Illustration N° 14[7].